# All-NBA Team 2020-2030
Cestisti inseriti nell'All-NBA Team per il periodo 2020-2030

## Elenco
|           | Membri del Naismith Memorial Basketball Hall of Fame |
| Grassetto | NBA Most Valuable Player                             |

| Stagione  |                             |                       |                     |                        |                        |                        |
| Stagione  | 1º quintetto                | 1º quintetto          | 2º quintetto        | 2º quintetto           | 3º quintetto           | 3º quintetto           |
| Stagione  | Giocatore                   | Squadra               | Giocatore           | Squadra                | Giocatore              | Squadra                |
| --------- | --------------------------- | --------------------- | ------------------- | ---------------------- | ---------------------- | ---------------------- |
| 2020-2021 | Giannīs Antetokounmpo (5)   | Milwaukee Bucks       | LeBron James (17)   | Los Angeles Lakers     | Jimmy Butler (4)       | Miami Heat             |
| 2020-2021 | Kawhi Leonard (5)           | Los Angeles Clippers  | Julius Randle       | New York Knicks        | Paul George (6)        | Los Angeles Clippers   |
| 2020-2021 | Nikola Jokić (3)            | Denver Nuggets        | Joel Embiid (3)     | Philadelphia 76ers     | Rudy Gobert (4)        | Utah Jazz              |
| 2020-2021 | Stephen Curry (7)           | Golden State Warriors | Damian Lillard (6)  | Portland Trail Blazers | Bradley Beal           | Washington Wizards     |
| 2020-2021 | Luka Dončić (2)             | Dallas Mavericks      | Chris Paul (10)     | Phoenix Suns           | Kyrie Irving (3)       | Brooklyn Nets          |
| 2021-2022 | Giannīs Antetokounmpo (6)   | Milwaukee Bucks       | Stephen Curry (8)   | Golden State Warriors  | LeBron James (18)      | Los Angeles Lakers     |
| 2021-2022 | Devin Booker                | Phoenix Suns          | Demar Derozan (3)   | Chicago Bulls          | Chris Paul (11)        | Phoenix Suns           |
| 2021-2022 | Nikola Jokić (4)            | Denver Nuggets        | Kevin Durant (10)   | Brooklyn Nets          | Pascal Siakam (2)      | Toronto Raptors        |
| 2021-2022 | Luka Dončić (3)             | Dallas Mavericks      | Joel Embiid (4)     | Philadelphia 76ers     | Karl-Anthony Towns (2) | Minnesota Timberwolves |
| 2021-2022 | Jayson Tatum (2)            | Boston Celtics        | Ja Morant           | Memphis Grizzlies      | Trae Young             | Atlanta Hawks          |
| 2022-2023 | Giannīs Antetokounmpo (7)   | Milwaukee Bucks       | Jaylen Brown        | Boston Celtics         | De'Aaron Fox           | Sacramento Kings       |
| 2022-2023 | Luka Dončić (4)             | Dallas Mavericks      | Jimmy Butler (5)    | Miami Heat             | LeBron James (19)      | Los Angeles Lakers     |
| 2022-2023 | Joel Embiid (5)             | Philadelphia 76ers    | Stephen Curry (9)   | Golden State Warriors  | Damian Lillard (7)     | Portland Trail Blazers |
| 2022-2023 | Shai Gilgeous-Alexander     | Oklahoma City Thunder | Nikola Jokić (5)    | Denver Nuggets         | Julius Randle (2)      | New York Knicks        |
| 2022-2023 | Jayson Tatum (3)            | Boston Celtics        | Donovan Mitchell    | Cleveland Cavaliers    | Domantas Sabonis       | Sacramento Kings       |
| 2023-2024 | Giannīs Antetokounmpo (8)   | Milwaukee Bucks       | Jalen Brunson       | New York Knicks        | Devin Booker (2)       | Phoenix Suns           |
| 2023-2024 | Luka Dončić (5)             | Dallas Mavericks      | Anthony Davis (5)   | Los Angeles Lakers     | Stephen Curry (10)     | Golden State Warriors  |
| 2023-2024 | Shai Gilgeous-Alexander (2) | Oklahoma City Thunder | Kevin Durant (11)   | Phoenix Suns           | Tyrese Haliburton      | Indiana Pacers         |
| 2023-2024 | Nikola Jokić (6)            | Denver Nuggets        | Anthony Edwards     | Minnesota Timberwolves | LeBron James (20)      | Los Angeles Lakers     |
| 2023-2024 | Jayson Tatum (4)            | Boston Celtics        | Kawhi Leonard (6)   | Los Angeles Clippers   | Domantas Sabonis (2)   | Sacramento Kings       |
| 2024-2025 | Giannīs Antetokounmpo (9)   | Milwaukee Bucks       | Jalen Brunson (2)   | New York Knicks        | Cade Cunningham        | Detroit Pistons        |
| 2024-2025 | Shai Gilgeous-Alexander (3) | Oklahoma City Thunder | Stephen Curry (11)  | Golden State Warriors  | Tyrese Haliburton (2)  | Indiana Pacers         |
| 2024-2025 | Nikola Jokić (7)            | Denver Nuggets        | Anthony Edwards (2) | Minnesota Timberwolves | James Harden (8)       | Los Angeles Clippers   |
| 2024-2025 | Donovan Mitchell (2)        | Cleveland Cavaliers   | LeBron James (21)   | Los Angeles Lakers     | Karl-Anthony Towns (3) | New York Knicks        |
| 2024-2025 | Jayson Tatum (5)            | Boston Celtics        | Evan Mobley         | Cleveland Cavaliers    | Jalen Williams         | Oklahoma City Thunder  |